# Kuwait Emir Cup 2025
La Kuwait Emir Cup 2025 è la 63ª edizione della Coppa dell'Emiro del Kuwait. Il torneo è iniziato il 10 aprile 2025 e terminerà il 16 giugno successivo.
L'Al-Qadsiya è la formazione detentrice del torneo.

## Risultati

### Ottavi di finale
| Squadra 1      | Risultato       | Squadra 2      |
| -------------- | --------------- | -------------- |
| 10 aprile 2025 |                 |                |
| Al-Jahra       | 4 – 2           | Kazma          |
| Al-Naser       | 1 – 0           | Al-Yarmouk     |
| 11 aprile 2025 |                 |                |
| Khitan         | 2 – 1           | Al-Shabab      |
| Al-Salmiya     | 3 – 2           | Al-Sahel       |
| 12 aprile 2025 |                 |                |
| Fahaheel       | 2 – 1           | Al-Tadamon     |
| Kuwait SC      | 3 – 0           | Al-Jazeera     |
| 10 maggio 2025 |                 |                |
| Al-Qadisiya    | 3 – 2           | Burgan         |
| Al-Arabi       | 2 – 2 (4-3 dtr) | Al Salibikhaet |

### Quarti di finale
| Squadra 1      | Risultato | Squadra 2   |
| -------------- | --------- | ----------- |
| 25 maggio 2025 |           |             |
| Khitan         | 0 – 1     | Kuwait SC   |
| Fahaheel       | 0 – 3     | Al-Qadisiya |
| 26 maggio 2025 |           |             |
| Al-Arabi       | 2 – 1     | Al-Jahra    |
| Al-Salmiya     | 3 – 1     | Al-Naser    |

### Semifinali
| Squadra 1      | Risultato | Squadra 2   |
| -------------- | --------- | ----------- |
| 29 maggio 2025 |           |             |
| Kuwait SC      | 1 – 0     | Al-Qadisiya |
| 30 maggio 2025 |           |             |
| Al-Arabi       | 1 – 0     | Al-Salmiya  |